# Woodlawn (Chicago)
Pour les articles homonymes, voir Woodlawn.

Situation de Woodlawn dans la ville de Chicago

Woodlawn est l'un des 77 secteurs communautaires de la ville de Chicago aux États-Unis. Dans ce secteur du South Side se trouve l'un des parcs les plus prestigieux de la ville, le Jackson Park avec sa célèbre statue de la République.

## Logement
La valeur moyenne d'un logement dans le quartier a baissé de 29 % entre 1960 et 1990.